# Аймон (граф Савойський)
Аймон I Миролюбний (італ. Aimone il Pacifico; 15 грудня 1291 — граф Савойський в 1329—1343 роках.

## Життєпис
Походив з Савойського дому. Другий син Амадея V, графа Савойського, та Сибілли де Боже. Народився 1291 року в м. Бург-ан-Бресс. Замолоду у 1304 і 1307 роках брав участь у французьких походах до Фландрії. 1321 року очолював облогу Корб'єра в Дофіне. 1323 року після смерті батька отримав від брата Едуарда, що став новим графом Савойським, графство Брессе. Втім деякий час планував отримати духовний сан, отримавши посаду каноніка Ліонського собору. Але відсутність синів в Едуарда I надало надію Аймону зайняти трон.
1329 року після смерті брата Едуарда успадкував родинні володіння. З самого початку зіштовхнувся з амбіціями небоги Джованни та її чоловіка Жана III Бретонського щодо Савойї. Але Аймон спирався на Салічний закон, за яким спадкувати міг лише чоловік. Втім граф вимушений був сплатити небозі грошову компенсацію.
Іншою проблемою були стосунки з Амадеєм III, графом Женеви, щодо прикордонних територій. Втім Аймон відмовився силою врегульовувати конфлікт, провівши декілька раундів перемовин, що завершилися укладанням мирної угоди. За це Аймон отримав своє прізвисько.
1330 року запровадив посаду канцлера графства. Того ж року оженився на представниці Монферратських Палеологів. 1331 року поновив війну з дофіном Гігом VIII, що вів ще його батько. Лише після смерті Гіга VIII у 1333 році за посередництва Франції було укладено перемир'я з новим дофіном Юмбером II. У 1334 році відмовився брати участь в Столітній війні на боці Англії, у 1337 році це саме повідомив французькому королю Філіппу VI. У 1338 році уклав постійний мирний договір з дофіном Юмбером II.
У 1339 році надіслав французькому королю війська на чолі зі своїм стриєчним братом Людовиком II, графом Во, що долучився до участі в Столітній війні. Того ж року остаточно домовився зі своєю небогою Джованною, зобов'язавшись щорічно сплачувати їй шість тис. ліврів.
1340 року запровадив систему суддів, що розглядали апеляції. 1342 року було завершено каплицю в монастирі Откомб, що була зведена над місцем родинного поховання Савойського дому. Помер 1343 року в Монмельяні. Йому спадкував син Амадей VI.

## Родина
Дружина — Іоланда, донька Теодора I Палеолога, маркграфа Монферрата
Діти:
- Амадей (1334—1383), граф Савойський
- Б'янка (1336—1388), дружина Галеаццо II Вісконті, сеньйора Мілана
- Джованні (1338—1348),
- Катерина (1341—1343)
- Людовик (1342—д/н)

- 9 бастардів